# 22812 Ricker
22812 Ricker è un asteroide della fascia principale. Scoperto nel 1999, presenta un'orbita caratterizzata da un semiasse maggiore pari a 2,4203831 UA e da un'eccentricità di 0,1623994, inclinata di 2,03959° rispetto all'eclittica.